# Chaîne numérique
Pour les articles homonymes, voir Chaine.
Ne pas confondre avec une chaine de télévision diffusée par voie numérique
En enseignement des mathématiques, la chaine numérique  ou chaine numérale est la suite ordonnée des nombres entiers positifs, en général privée de zéro, permettant de mettre en place le comptage. Son acquisition passe par l'apprentissage de la comptine numérique, qui consiste à énoncer les premiers nombres de la suite dans l'ordre croissant, souvent à l'aide de formulettes, parfois chantées.
Le comptage est utilisé pour dénombrer une collection d'objet, mais aussi pour mettre en place les opérations arithmétiques élémentaires d'addition puis de soustraction. Cette dernière opération fait notamment appel au comptage à rebours.
L’ensemble des termes de cette suite définit le premier ensemble de nombres.

## Comptine numérique
La notion de nombre débute par l'apprentissage de la liste ordonnée des premiers entiers, notamment par le biais de comptines comme Un, deux, trois, nous irons au bois ou, en anglais, One, Two, Three, Four, Five. Certains jeux permettent de renforcer l'apprentissage de la chaine, comme le « filet du pêcheur ».
Il s'agit alors d'une connaissance langagière qui peut être acquise sans compétence du dénombrement.
La longueur de la suite connue par l'enfant évolue dans un premier temps avec l'apprentissage des premiers mots de nombres puis, en fonction du système d'énonciation (qui dépend de la langue), en combinant ces mots pour former les noms de nombres suivants.

## Stades de maitrise
Différents stades ont été identifiés dans la maitrise de la chaine numérique :
- le chapelet, qui présente la chaine sans coupure depuis son début, ne permettant pas une association de chaque mot avec un objet ;
- la chaine insécable, dans laquelle les termes sont individualisés, permettant l'association avec des objets ;
- la chaine sécable, dans laquelle le début et la fin peuvent être choisis arbitrairement, y compris à rebours ;
- la chaine terminale, dans laquelle la longueur de la liste peut être choisie arbitrairement.

Parallèlement à cette évolution, la longueur de la chaine accessible à l'enfant croît à partir de l'âge de trois ans environ, jusqu'à la prise de conscience de l'infinité des nombres et la maitrise du système de numération orale.

## Application au dénombrement
La comptine numérique est utilisée pour dénombrer un ensemble d'objets en parcourant cet ensemble de façon à compter chaque élément une seule fois. Ce procédé est facilité par le rangement visuel des objets en ligne ou selon un ordre de parcours identifiable, comme dans un tableau.